# 遠藤悠美
遠藤 悠美（えんどう ゆうみ、1976年5月3日 - ）は、日本の元ストリッパー・元AV女優。新宿TSミュージック所属。身長158cm、スリーサイズはB84(D)・W58・H87。東京都出身。

## ストリッパーとしての活動
1996年4月1日に十三ミュージックにてデビュー。

## AV女優としての活動
1995年 - 『好きです』でAVデビュー。

### アダルトビデオ作品
- 好きです（レンタル）
- Lovely one（レンタル）
- 吸淫（レンタル）
- 悪戯フェロモン（レンタル）
- 後から前から（レンタル）
- 1回でいいからやらして
- ビージーン4
- 瓶詰女陰（マニア向け）
- ザレイプ（書店売り）
- ナースの花園（企画もの）
- タイトル不明（企画物・裏ビデオ）
- 悠美のお尻を犯して下さい 遠藤悠美(SM・アートビデオ)